# Káld
Káld é um município da Hungria, situado no condado de Vas. Tem 42,44 km² de área e sua população em 2015 foi estimada em 1.065 habitantes.